# Diosa de Butrinto
La Diosa de Butrinto es la cabeza de una escultura hallada en el sitio arqueológico de Butrinto en el año 1928. De rasgos femeninos puede representar al dios Apolo.

## Descripción
Se trata de una cabeza tallada en mármol muy singular por su estado de conservación, ya que no presenta roturas en el rostro. 
De rasgos femeninos también es descrita como el busto de Apolo. Este fragmento formaría parte de la escultura de una figura de 2,5 metros de altura.

## Historia

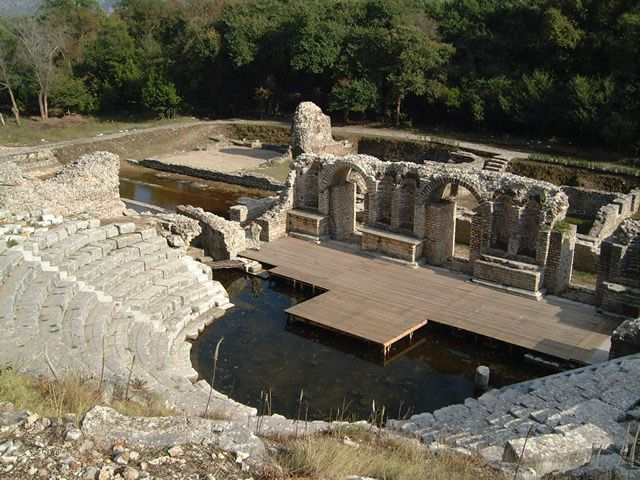
Teatro de Butrinto. La escultura fue encontrada en 1928 en la zona de la escena.

Fue descubierta en 1928 durante las excavaciones realizadas en el teatro por la misión arqueológica italiana dirigidas por Luigi Maria Ugolini en Butrinto. Junto a un muro se encontraron alineadas varias esculturas. En un principio se pensó que el edificio era una basílica. Solo cuando aparecieron las gradas se supo que era un teatro.
En el mismo lugar, y alineadas aparecieron también dos estatuas de guerreros con coraza, y dos figuras femeninas, así como retratos del emperador romano Augusto, su esposa Livia y su general Agripa.
De alto valor cultural e histórico, fue trasladado de forma irregular a Italia. Para evitar un conflicto entre los dos países se presentó como un regalo del rey Ahmet Zogu a Benito Mussolini.
Fue devuelta a Albania por el gobierno italiano en 1981, encontrándose expuesta en el Museo Nacional de Historia de Tirana.

## Localización
- 39°44′44″N 20°1′13″E / 39.74556, 20.02028 Descubierta en 1928 en el teatro de Butrinto, donde habría sido almacenada junto a otras estatuas en el siglo V .

- 41°19′45″N 19°49′1″E / 41.32917, 19.81694 Conservada en el Museo Nacional de Historia en Tirana, desde 1981 (año de la inauguración del centro)

## Curiosidades
Para conservar el fruto de las excavaciones se construyó un museo en el sitio arqueológico, que es Patrimonio de la humanidad de la Unesco desde 1992.
La sucesos que rodearon a la estatua sirvieron de inspiración para una novela de Teodor Laço, Korba Mbi Mermere (Cuervos sobre los mármoles), escrita en 1987. 
El sitio arqueológico de Butrinto se halla a 14 kilómetros de la ciudad de Saranda, allí la imagen de la diosa de Butrinto es utilizada por algunos hoteles y por el equipo de fútbol de la ciudad, el Butrint United